# 조병교
조병교(趙秉敎, 일본식 이름: 福川永一후쿠가와 에이이치, 1862년 음력 1월 29일 ~ 1941년 양력 12월 14일)는 대한제국과 일제강점기의 관료로, 본적은 경성부 운니동이다. 다른 이름으로 조창교(趙昌敎)가 있다.

## 생애
1883년부터 1년 동안 일본 유학을 다녀온 뒤 우정국에서 근무한 것을 시작으로 대한제국의 관리로 일했다. 농상공부와 표훈원 등을 거쳐 지방관으로 발령받았으며, 한일 병합 조약 체결 직후에는 조선총독부 소속의 함경남도 참여관에 임명되었다.
1905년부터 함경남도 함흥군 군수로 근무할 때 러일 전쟁을 벌이고 있던 일본군을 적극 후원한 일이 있다. 군수품과 금품을 지원하고, 수하의 순검을 정찰 업무에 파견하거나 일본군 이동로 수선과 숙소 공급에 한국인을 동원하는 등 군수의 직책을 이용해 전쟁 수행을 도움으로써 공로를 세웠다. 이때 세운 공을 인정해 1908년 일본 정부는 조병교에게 훈4등 욱일소수장을 수여했다.
함경남도 참여관을 맡고 있던 1919년 3·1 운동이 일어났다. 조병교는 직접 도내를 순시하면서 일본의 통치를 찬양하고 독립운동을 비난하여 3·1 운동 확산을 막았다. 시국강연에서는 주로 조선의 악정과 조선총독부의 선정을 대비시키면서, 천도교와 기독교 무리들이 양민을 미혹케 했다고 주장했다.

## 약력

### 조선 및 대한제국 시기
- 1884년 : 우정국 사사(司事)
- 1894년 : 탁지아문 주사
- 1895년 : 공무아문 참의
- 1895년 : 농상공부 통신국장
- 1898년 : 대한제국 중추원 의관
- 1899년 : 표훈원 참서관
- 1900년 : 시종 (주임관 2등)
- 1905년 : 함남 함흥군수
- 1906년 : 함남 덕원부 부윤
- 1907년 : 함남 원산항재판소 판사 (겸임)

### 일제 강점기
- 1910년 : 함경남도 참여관
- 1914년 : 함경남도 지방토지조사위원회 위원 (겸임)
- 1920년 : 고등관 2등
- 1924년 : 종4위 서위

### 훈포장 서훈 내역
- 1908년 : 훈4등 욱일소수장
- 1912년 : 한국병합기념장
- 1915년 : 다이쇼대례기념장
- 1918년 : 훈3등 서보장

## 사후
- 2002년 : 친일파 708인 명단 도 참여관 부문 수록
- 2007년 : 대한민국 친일반민족행위진상규명위원회의 친일반민족행위 195인 명단 관료 부문 수록
- 2008년 : 민족문제연구소의 친일인명사전 수록예정자 명단 관료 부문 수록

## 참고자료
- 친일반민족행위진상규명위원회 (2007년 12월). 〈조병교〉 (PDF). 《2007년도 조사보고서 II - 친일반민족행위결정이유서》. 서울. 1073~1081쪽쪽. 발간등록번호 11-1560010-0000002-10. [깨진 링크(과거 내용 찾기)]